# Sand Creek Massacre National Historic Site
Il Sand Creek Massacre National Historic Site è un parco nazionale storico degli Stati Uniti d'America, situato nella Contea di Kiowa nello Stato del Colorado, nelle vicinanze della cittadina di Eads e a 270 chilometri a sud-est dalla capitale Denver.

## Storia e geografia
Il sito, che copre una superficie di 5.092 ettari di cui 965 di proprietà del governo federale, preserva il luogo dove si svolsero i fatti del "massacro di Sand Creek": il 29 novembre 1864 un accampamento di nativi americani delle tribù Cheyenne e Arapaho, posto in un'ansa del fiume Big Sandy Creek, fu assalito da truppe della milizia del Colorado, le quali massacrarono e mutilarono più di un centinaio di donne e bambini inermi.
Il sito, autorizzato con la legge 106-465 del 7 novembre 2000 e formalmente istituito con l'autorizzazione del presidente George W. Bush il 27 aprile 2007, è gestito dal National Park Service.